# Plöwen
Plöwen ist eine Gemeinde im Landkreis Vorpommern-Greifswald im äußersten Südosten Mecklenburg-Vorpommerns. Die Gemeinde gehört zum Amt Löcknitz-Penkun mit Sitz in der Gemeinde Löcknitz.

## Geografie
Die Gemeinde Plöwen liegt zwischen dem Randowbruch und der Grenze zur Republik Polen. Die Lage in waldreicher Landschaft bietet gute Möglichkeiten für Naturliebhaber. In der Nähe befinden sich das Naturschutzgebiet Plöwensches Seebruch mit dem Burgwall Hühnerwinkel und der etwa 18 Hektar umfassende Große Kutzowsee. Der See ist für seine besonders gute Wasserqualität bekannt.
Umgeben wird Plöwen von den Nachbargemeinden Blankensee im Norden, Ramin im Osten und Südosten, Löcknitz im Südwesten und Westen sowie Boock im Nordwesten.

## Gemeindegliederung
| Ortsteile - Plöwen - Wilhelmshof | Wohnplätze - Schillermühle - Am Berg - Am Kutzow-See | - Hinterfeld - Villaweg - An der Heide |

## Geschichte

### Plöwen
Die erste Besiedlung auf der Gemarkung Plöwen lässt sich mindestens bis in die germanische Zeit zurückverfolgen. So sind je ein Gräberfeld aus der vorrömischen Eisenzeit und aus der frührömischen Kaiserzeit bekannt. Auf dem kaiserzeitlichen Bestattungsplatz konnten durch die Befund- und Beigabensituation (Brandgrubengräber mit Waffen) Beziehungen zur einst in Südostpolen beheimateten Przeworsk-Kultur nachgewiesen werden. In der Nähe Plöwens befindet sich ein slawischer Burgwall, der „Hühnerwinkel“ genannt wird.
Das Bauerndorf entstand im 13. Jahrhundert und gehörte zum Herzogtum Pommern, Teile der Gemeinde zwischenzeitlich zur Uckermark. 1472 schenkte Markgraf Achillis die Burg Löcknitz mit den dazugehörigen Ländereien – dazu gehörte Plöwen – dem Adligen Werner von Schulenburg. Herzog Bogislaw X. von Pommern erwirkte beim Markgrafen die Revision der Schenkung dieses Rittergutes, deshalb war das Dorf in brandenburgische und pommersche Untertanen geteilt. Nach häufigem Gutsbesitzerwechsel kam Vorpommern 1720 an Preußen. Französische Kolonisten siedelten sich im 18. Jahrhundert an und bildeten eine eigene französisch reformierte Gemeinde. 1848 brannte fast das ganze Dorf nieder, 1852 konnte die Kirche wieder neu errichtet werden. Während die Einwohnerzahl 1937 bei ca. 300 lag, stieg sie am Ende des Zweiten Weltkrieges auf Grund der Flüchtlinge auf über 1000 und nahm in den folgenden Jahren wieder ab.
Bei den Gemeindewahlen im Dezember 1950 setzte sich die Demokratische Bauernpartei Deutschlands durch, eine der Blockparteien in der DDR. Mit ihr wurde Arnim Gärtner Bürgermeister und blieb bis 1990 im Amt. In seiner Amtszeit kam es zum Ausbau kultureller Aktivitäten im Dorf und zur Errichtung des Sportplatzes.

### Einwohnerentwicklung
Von 1993 bis 2003 nahm die Einwohnerzahl Plöwens um etwa 10 % ab.
| Jahr      | 1910 | 1925 | 1933 | 1937    | 1939 | 1945      | 1990 | 1995 | 2000 | 2005 | 2010 | 2015 | 2020 |
| --------- | ---- | ---- | ---- | ------- | ---- | --------- | ---- | ---- | ---- | ---- | ---- | ---- | ---- |
| Einwohner | 498  | 522  | 523  | ca. 300 | 513  | ca. 1.000 | 348  | 319  | 321  | 291  | 307  | 409  | 268  |

## Politik

### Bürgermeister
- 1950–1990 Arnim Gärtner (* 1926 † 2008), DBD
- 1990–2019 Jean Sy (* 1952), CDU
- seit 2019 Heidelore Hobom, Bürger für Plöwen

### Dienstsiegel
Die Gemeinde verfügt über kein amtlich genehmigtes Hoheitszeichen, weder Wappen noch Flagge. Als Dienstsiegel wird das kleine Landessiegel mit dem Wappenbild des Landesteils Vorpommern geführt. Es zeigt einen aufgerichteten Greifen mit aufgeworfenem Schweif und der Umschrift „GEMEINDE PLÖWEN“.

## Sehenswürdigkeiten
- Feldsteinkirche Plöwen
- Burgwall Plöwen, genannt „Hühnerwinkel“
- Als „Kultplatz“ angesprochene, runde Erhebung mit einer doppelten Findlingsreihe und einem Rillenstein. Sie ist in ein System aus slawischen Burgwällen und Dämmen eingebunden (Fundplätze Plöwen 2, 3 und Boock 25).
- Die Evangelische Kapelle Wilhelmshof liegt etwas außerhalb des Ortsteils Wilhelmshof auf einer Wiese an einem Hang nahe dem Schillerbach. Sie wurde ab 1910 errichtet und 1913 geweiht. In diesem Putzbau im Jugendstil befindet sich eine fast vollständige Ausstattung aus dieser Zeit.
- Verschiedene Bauerngehöfte in Plöwen

→ Siehe: Liste der Baudenkmale in Plöwen

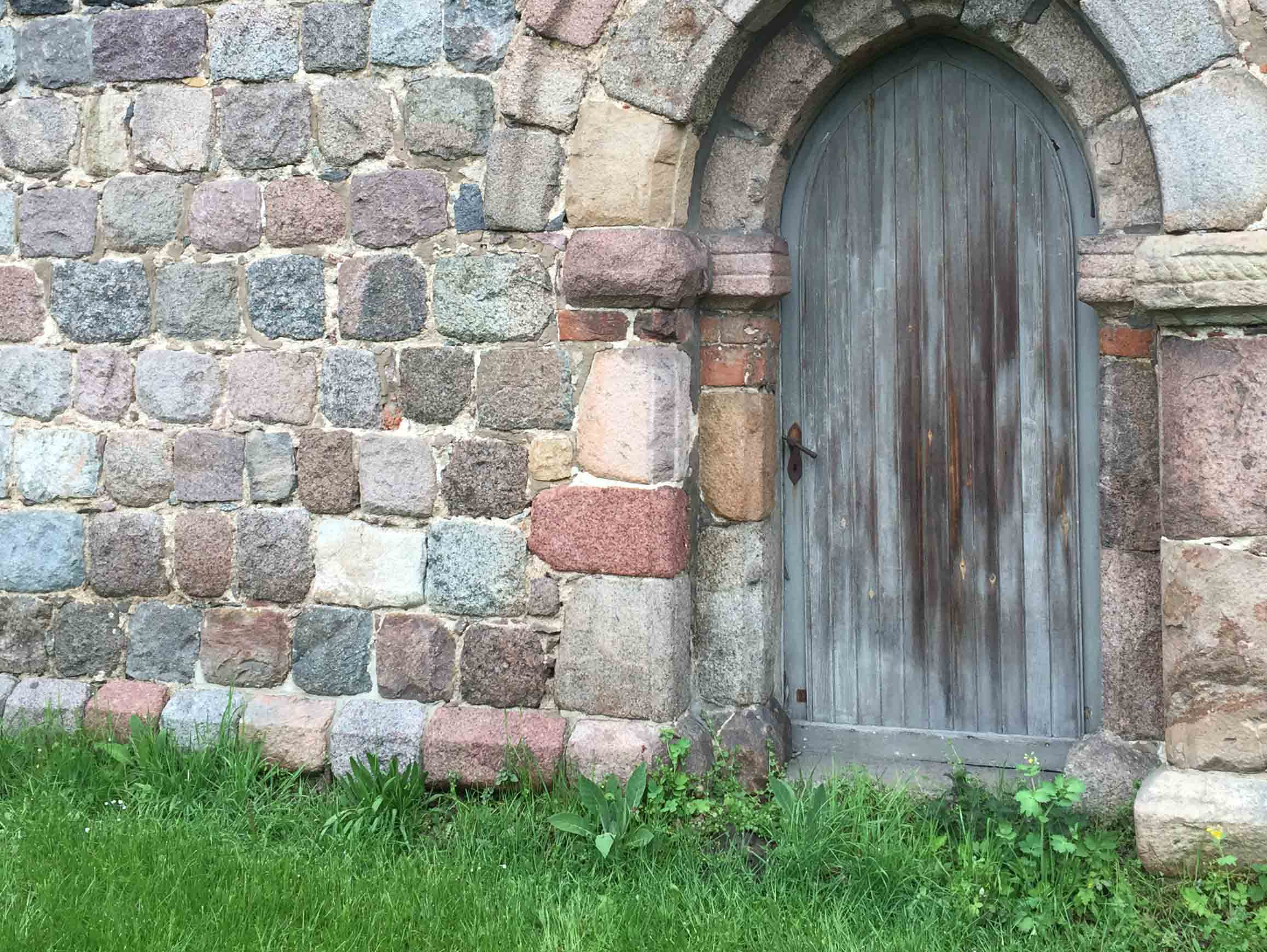
Eingangstor zur Feldsteinkirche Plöwen
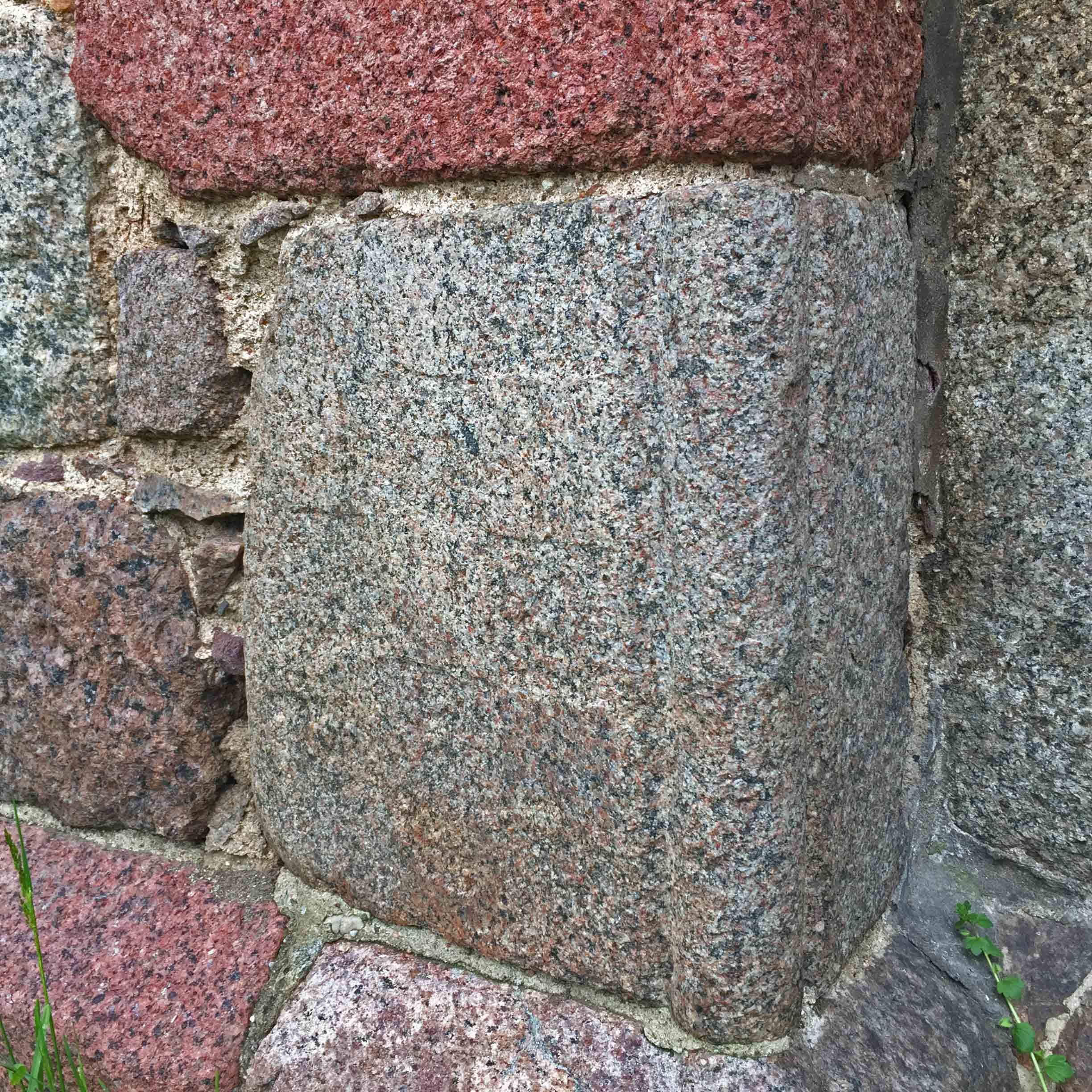
Schachbrettstein am Eingang der Dorfkirche
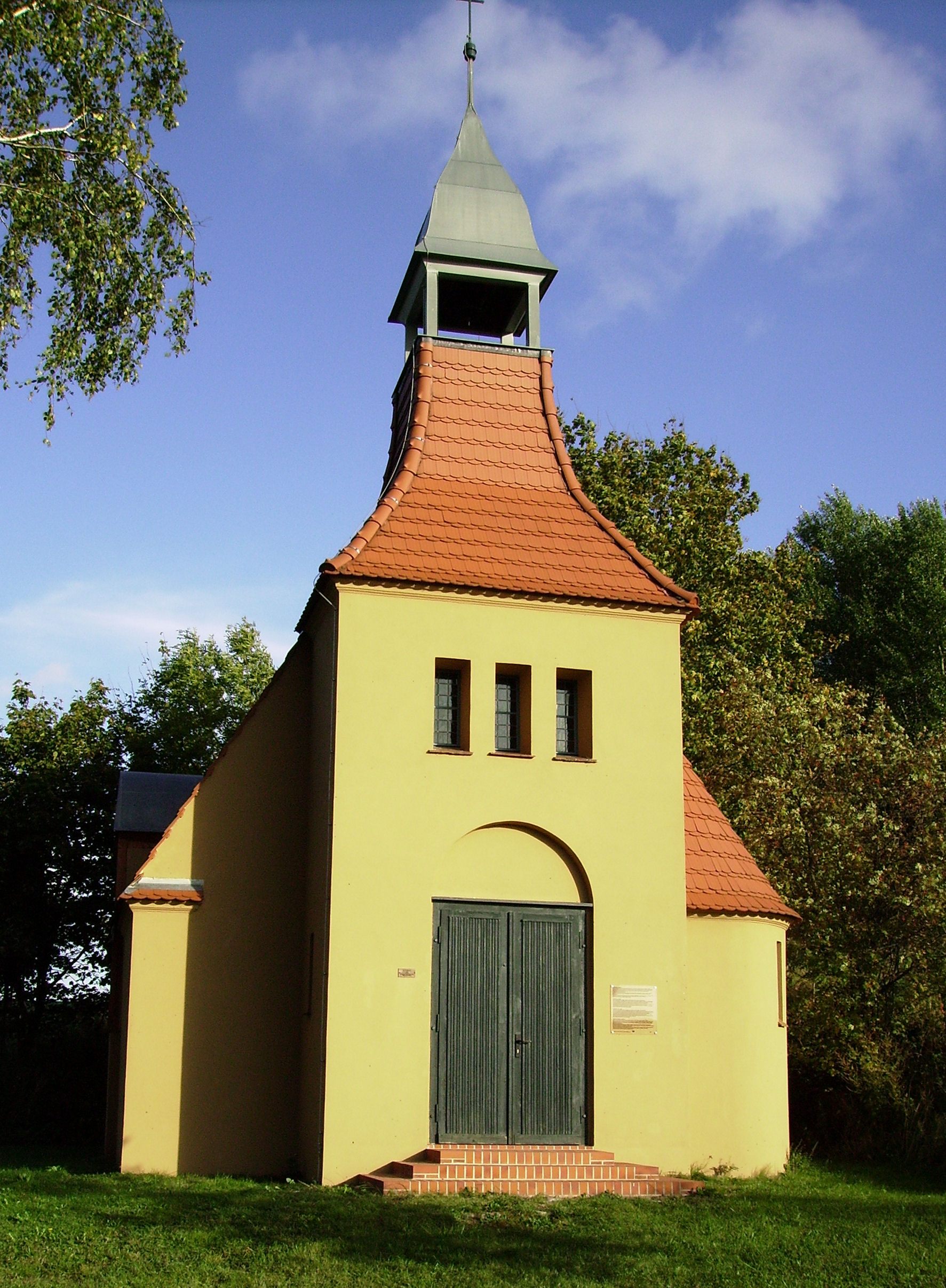
Kapelle Wilhelmshof

## Verkehrsanbindung
Die Bundesstraße 104 (Pasewalk – Stettin) tangiert die Gemeinde. Drei Kilometer westlich besteht Bahnanschluss in Löcknitz.

## Sport
In Plöwen gibt es den Fußball- und Reitsportverein Plöwen 1919. Es gibt zwei Sektionen: Fußball und Reitsport – daher auch die Abkürzung FRV Plöwen 1919. Eines der größten Sportereignisse ist das am letzten Wochenende im August stattfindende jährlich große Reitturnier mit ca. 700 Starts in Plöwen, welches auch über die Landesgrenzen hinaus bekannt ist. Die Fußballer spielen in der Kreisliga.